# فضای هاسدورف
در توپولوژی و شاخه‌های مرتبط با آن در ریاضیات، یک فضای هاسدورف (به انگلیسی: Hausdorff Space)، فضای جداسازی شده یا فضای {\displaystyle T_{2}} یک فضای توپولوژی است که در آن بین هر دو نقطه مجزا همسایگی ای برای هر کدام وجود دارد به گونه ای که از همسایگی دیگری جدا باشد. در بین بسیاری از اصول جداسازی که می‌توان روی یک فضای توپولوژی اعمال کرد، «شرایط هاسدورف» بودن ({\displaystyle T_{2}}) اغلب مورد استفاده و بحث قرار می‌گیرد. این اصل یکتا بودن حدود دنباله‌ها، شبکه‌ها و فیلترها را اعمال می‌کند.
فضاهای هاسدورف به افتخار فلیکس هاسدورف، یکی از بنیانگذاران توپولوژی نامگذاری شده است. تعریف اولیه هاسدورف از یک فضای توپولوژی (در ۱۹۱۴ میلادی) شامل شرط هاسدورف در قالب یک اصل بوده است.

## تعاریف

نقاط x و y، به ترتیب توسط همسایه‌های U و V جدا شده‌اند.

نقاط x و y در یک فضای توپولوژی چون X را می‌توان به کمک همسایه‌ها جداسازی کرد اگر وجود داشته باشد یک همسایگی از x چون U و یک همسایگی از y چون V به گونه ای که U و V مجزا باشند ({\displaystyle U\cap V=\emptyset }). فضای X را یک فضای هاسدورف گویند اگر تمام نقاط مجزای آن دو به دو توسط چنین همسایگی‌هایی جداپذیر باشند. این شرط بعد از شروط {\displaystyle T_{0}} و {\displaystyle T_{1}} سومین اصل جداسازی است، به همین دلیل به فضاهای هاسدورف {\displaystyle T_{2}} هم می‌گویند. برای این فضاها نام فضای جدا شده هم به کار می‌رود.
یک مفهوم مرتبط اما ضعیف تر، مفهوم فضای پیش‌منظم است. X را فضای پیش‌منظم گویند اگر هر دو نقطه متمایز توپولوژیکی (نقاطی که تمام همسایگی‌هایشان یکی نباشند) را بتوان توسط همسایگی‌های مجزا جداسازی کرد. فضاهای پیش‌منظم را فضاهای {\displaystyle R_{1}} هم می‌گویند.
رابطه بین این دو شرط به این صورت است: یک فضای توپولوژی هاسدورف است است اگر و تنها اگر هم پیش‌منظم باشد (یعنی نقاط متمایز توپولوژیکی آن توسط همسایگی‌ها جداسازی شود) و هم کولموگوروف (یعنی نقاط متمایز آن به صورت توپولوژیکی هم متمایز باشند). یک فضای توپولوژیکی پیش‌منظم است اگر و تنها اگر خارج قسمت کولموگوروف آن هاسدورف باشد.

## ارجاعات
1. ↑  «separation axioms in nLab». ncatlab.org. دریافت‌شده در ۲۰۲۴-۰۲-۲۹.